# Притулок для слонів Піннавела
Притулок для слонів Піннавела — притулок для диких слонів, розташований на північний захід від міста Кегалле в Шрі-Ланці. Притулок був відкритий в 1975 році Департаментом з охорони дикої природи Шрі-Ланки на території кокосової плантації на річці Махаоя. Спочатку притулок був відкритий з метою порятунку і турботи про багатьох покинутих батьками слоненят, знайдених у джунглях. У 2008 році у притулку налічувалося 84 слони.

## Історія
Притулок був відкритий у 1975 році з метою порятунку і турботи про осиротілих слоненят, яких знаходили в дикій природі.  У 1978 році притулок став курирувати Національний департамент зоологічних садів, у 1982 році було запущено програму з розведення слонів на території притулку.

## Життя притулку
Одним із завдань притулку є відтворення природного середовища проживання слонів, проте існують деякі відхилення, наприклад, слонів двічі на день відправляють на купання, всіх слоненят до 3 років годують з пляшечок. Кожна тварина отримує приблизно 76 кг трави в день і по 2 кг рисових висівок та кукурудзи.
З часом притулок перетворився в розплідник; з 1984 року там народилося більше 20 слоненят. У Піннавелі утримується найбільша кількість у світі слонів у неволі. Більшість слонів абсолютно здорові, також у притулку живе один сліпий слон, і слониха, яка втратила передню ногу, підірвавшись на міні.

## Туризм
Притулок став дуже популярним місцем серед туристів. Основною розвагою є купання слонів, також існує можливість контакту з тваринами і годування.
Вхід на територію притулку відкритий щодня, плата за вхід використовується на утримання слонів.

## Галерея

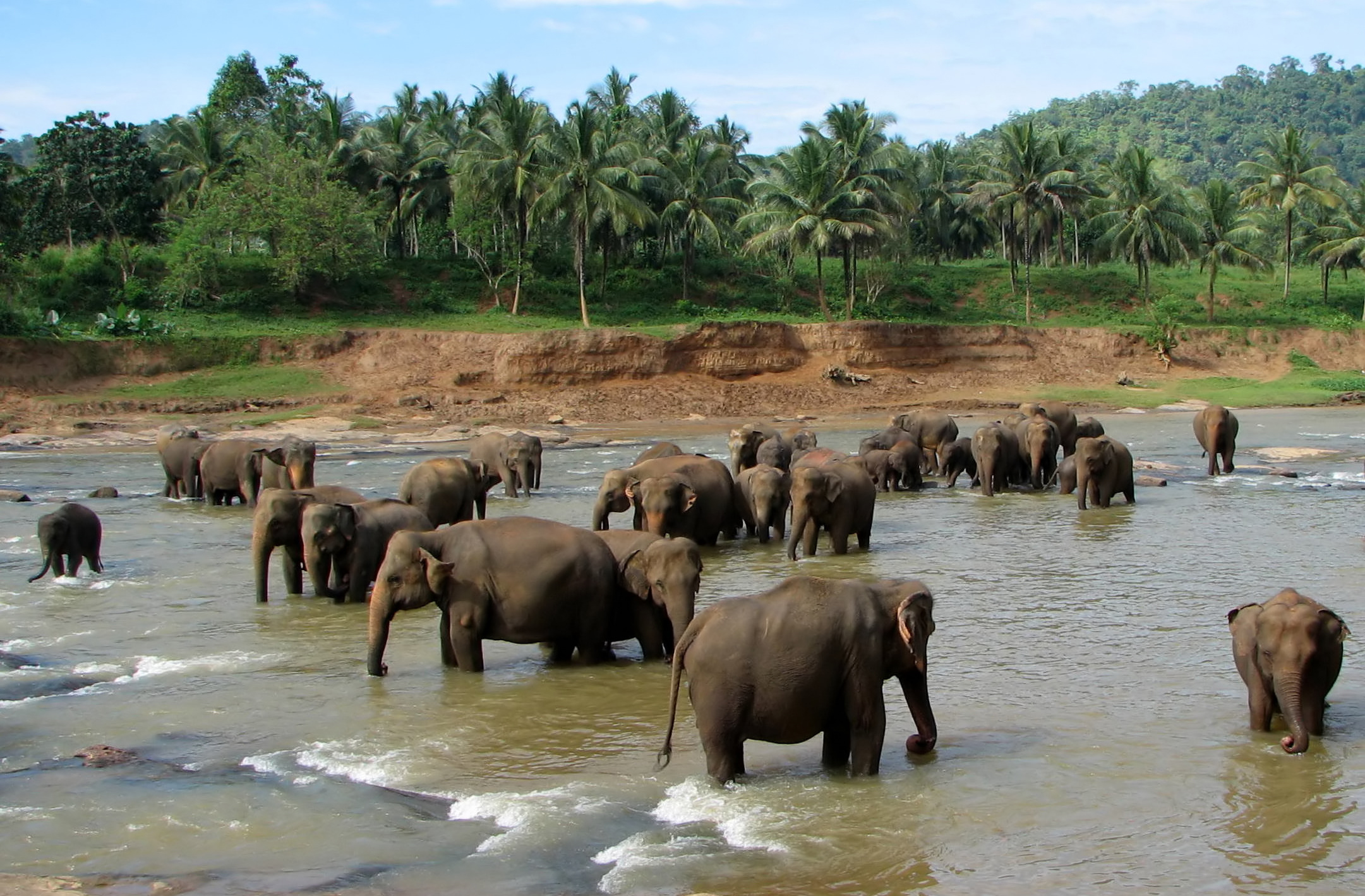
Притулок для слонів Піннавела
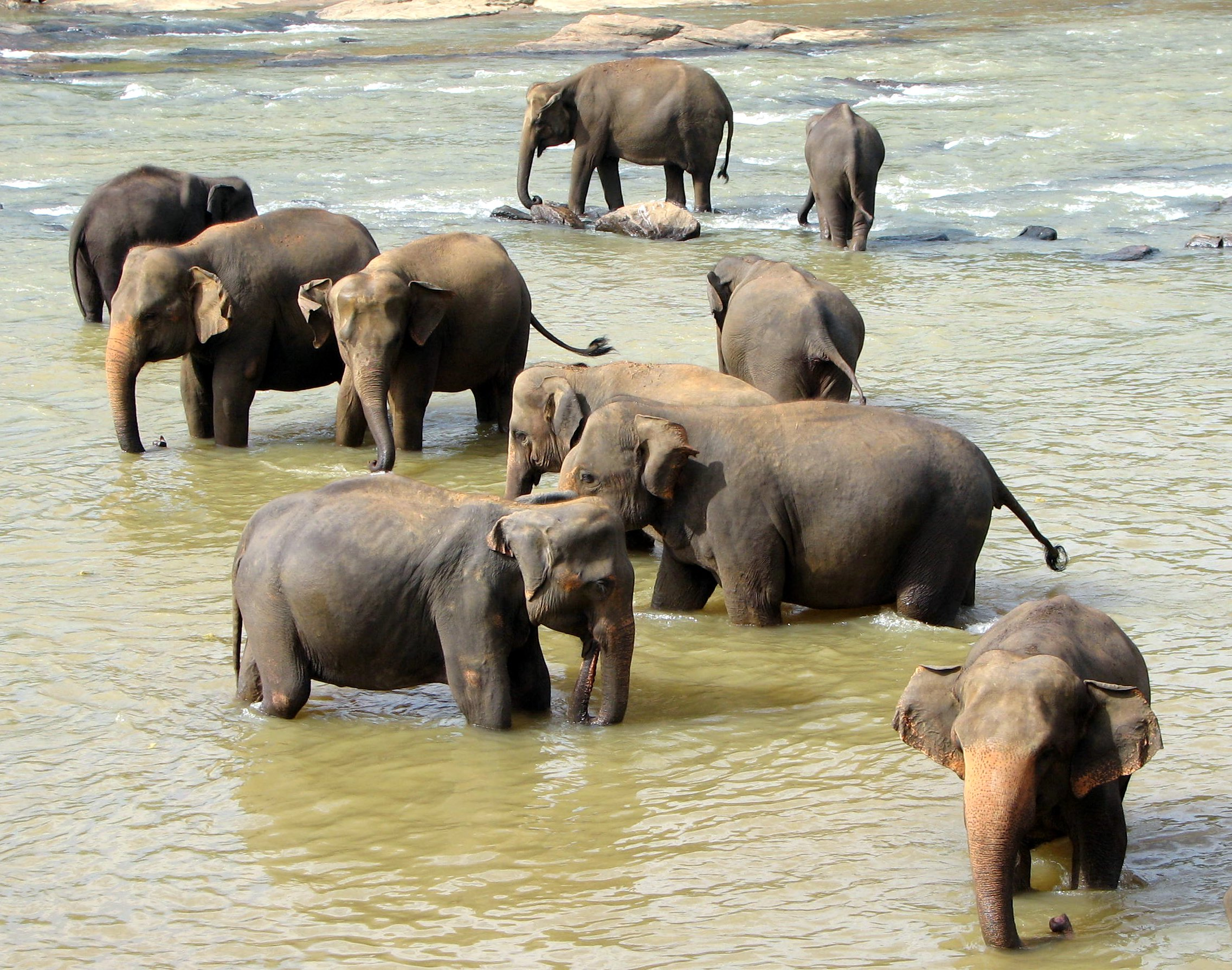
Купання слонів у річці Маха Ойа
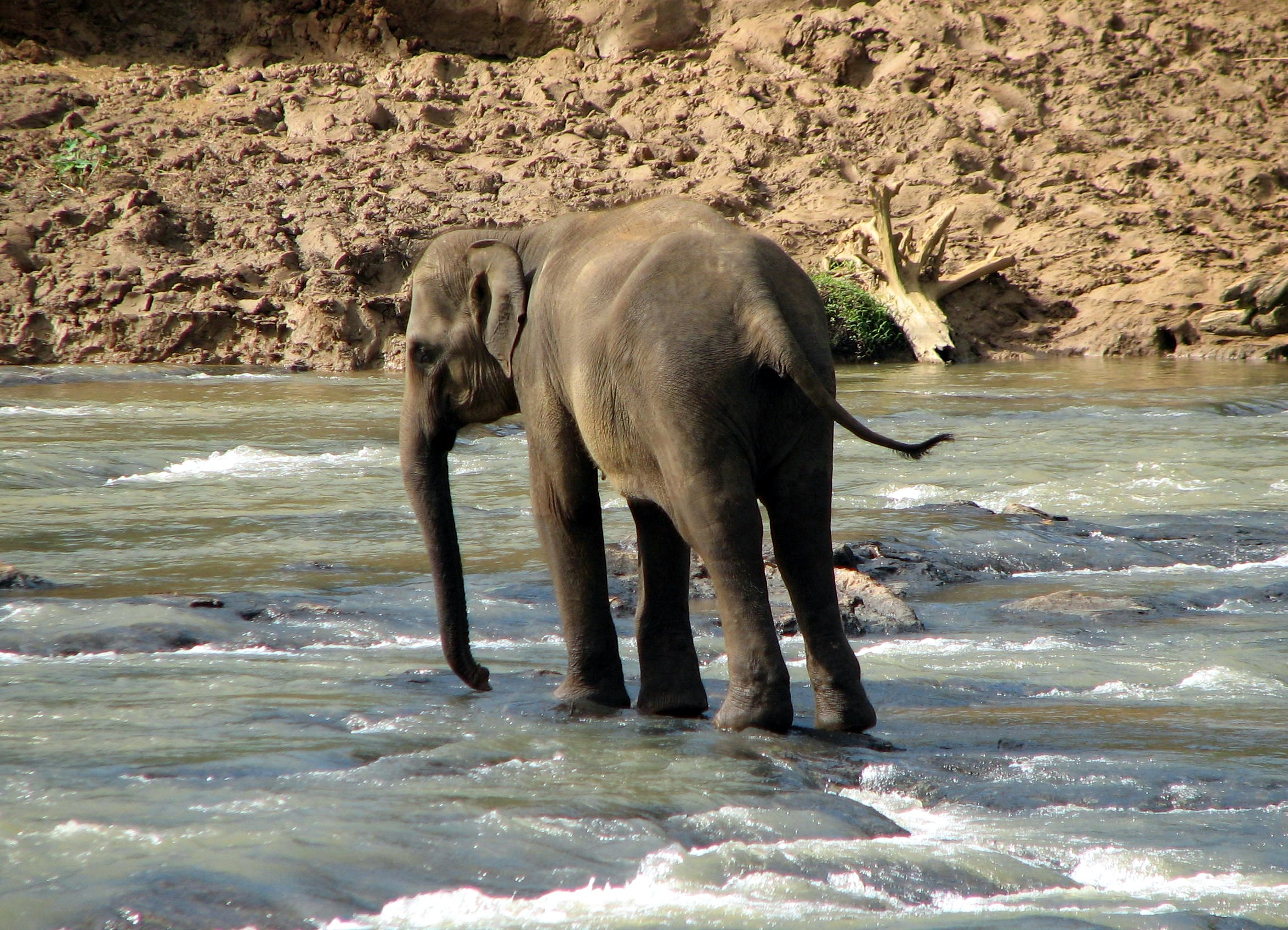
Слон, що живе в притулку
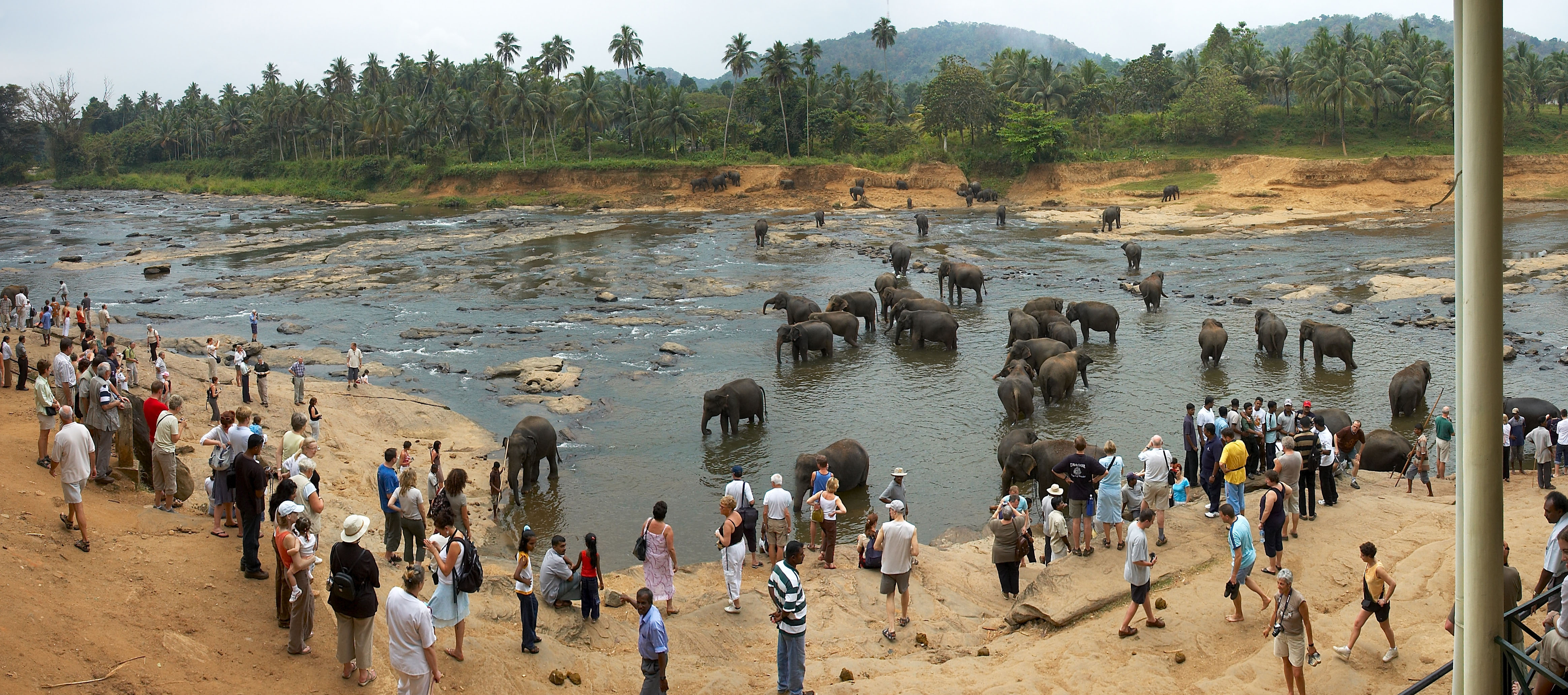
Туристи спостерігають за купанням слонів
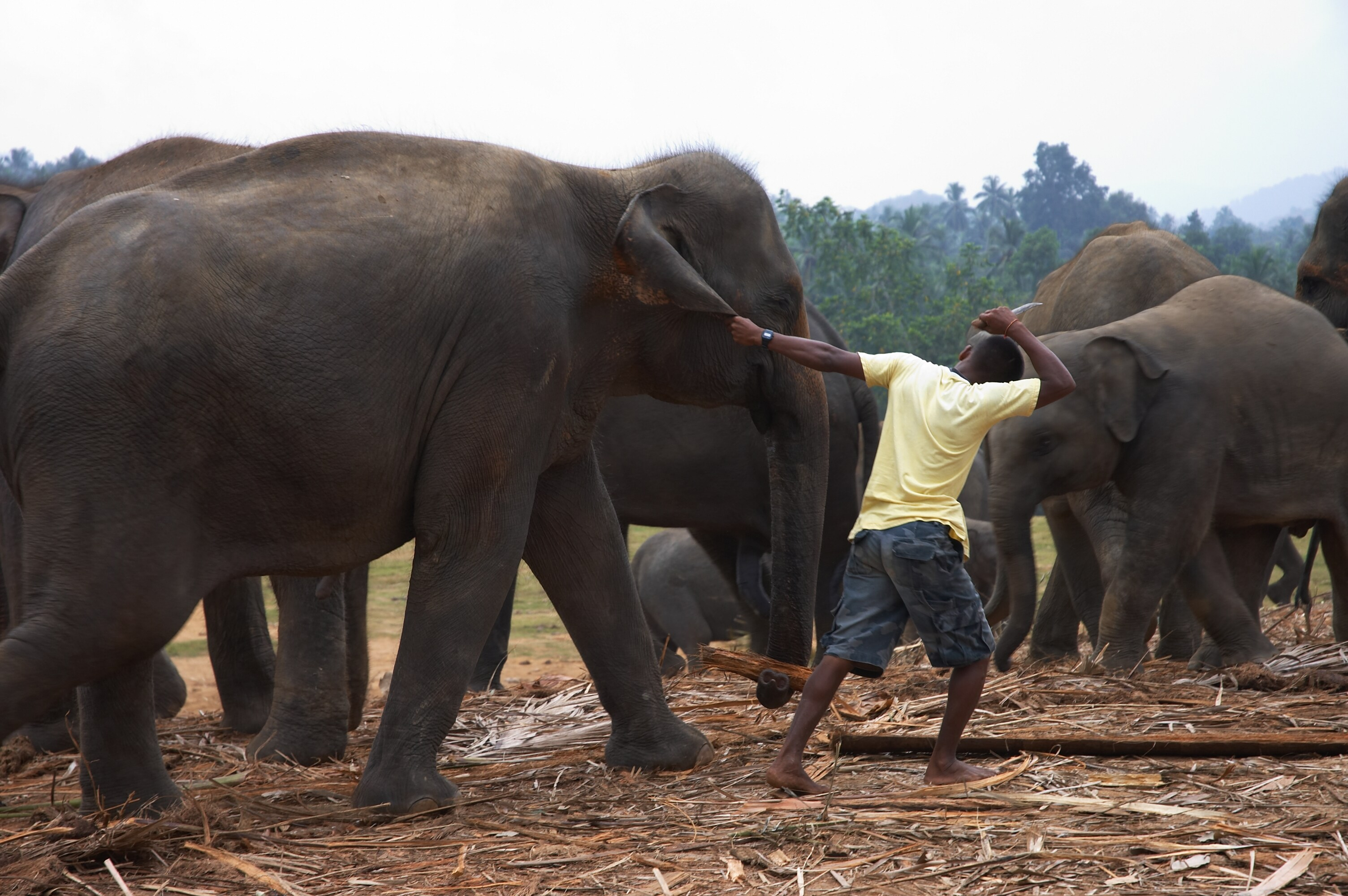
Співробітники притулку працюють зі слонами
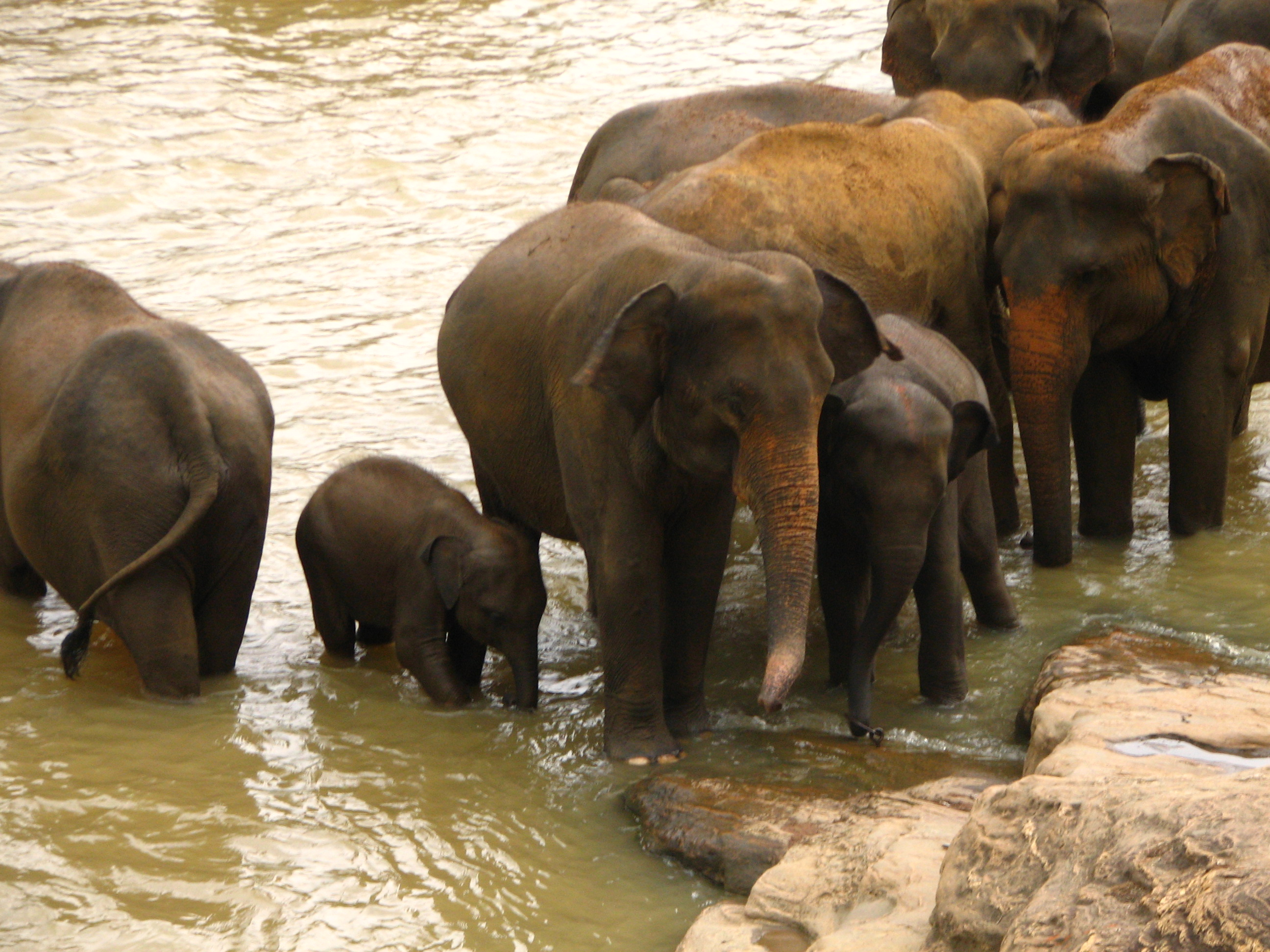
Слоненята та їхні матері у притулку
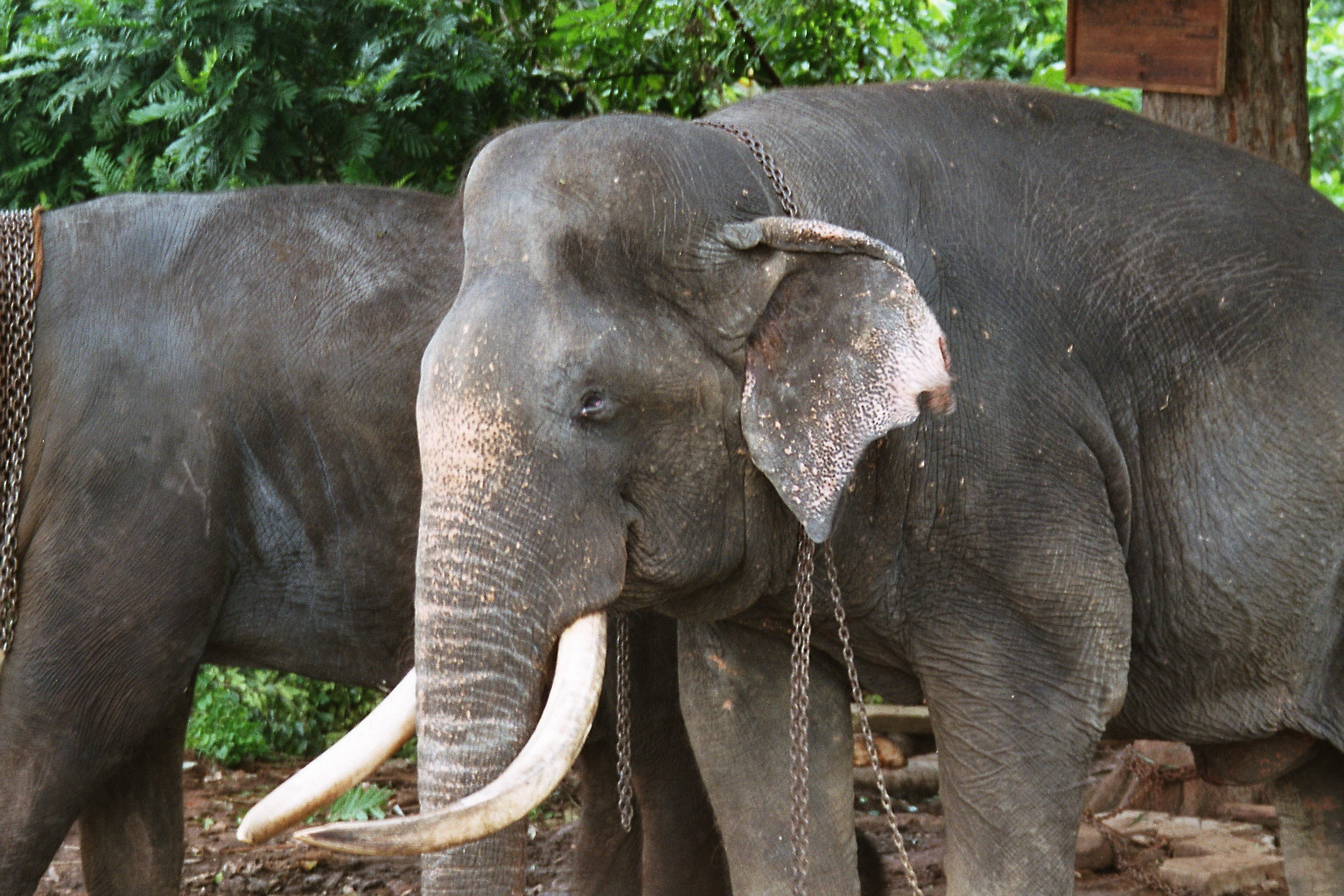
Сліпий слон на кличку Раджа - один з найбільш знаменитих мешканців притулку